# 宗正 (星官)
宗正是中国古代星官名，属三垣之中的天市垣，指的是皇族的小宗，也可能是指西周至戰國設立的掌管皇族事務的官員。，宗正星官共由二星组成，在现在通用的88星座中属于蛇夫座。

## 宗正二星
- 宗正一，蛇夫座β，视星等2.77
- 宗正二，蛇夫座γ，视星等3.75

## 宗正增三星
清钦天监1752年编成《仪象考成》星表，宗正增加了3颗肉眼可见的星。

## 古书记载
- 《甘石星經》：「 宗正二星，在帝座東南，主宗正卿大夫。」
- 《觀星玩占》：「 宗人四星，在宗正東，主恩享，宗正小宗之象，宗人大宗之象。」